# 高州县
高州县，中华人民共和国旧县名。
1959年由茂名、信宜两县析置，县治在今广东省高州市。1993年撤县，改设高州市。 